# Gustaf Göranson
Gustaf Julius Göranson (* 22. Juni 1886 in Linköping; † 29. Juni 1959 in Stockholm) war ein schwedischer Industrieller.
Gustav Julius Göranson wurde als Sohn von Göran Oskar Göransson geboren. Er machte 1904 seinen Abschluss am De Geergymnasiet und studierte am Göteborgs handelsinstitut von 1904 bis 1905. Danach ging er bis 1908 für Sprach- und Handelsstudien ins Vereinigte Königreich, nach Deutschland und Frankreich. Nach mehreren kurzzeitigen Anstellungen begann er bei J A Enhörnings trävaru AB in Sundsvall zu arbeiten und wurde 1915 Geschäftsführer und Verkaufsleiter. Zwischen 1926 und 1929 war er CEO. Von 1930 bis 1935 amtierte er als Geschäftsführer von Munksunds AB. 1936 wurde er britischer Vizekonsul in Sundsvall und war dann von 1936 bis 1947 CEO bei verschiedenen Tochtergesellschaften von Svenska Cellulosa Aktiebolaget. Danach war er Präsident von Svenska Cellulosa Aktiebolaget. Dann war er zwischen 1950 und 1955 Präsident des Verwaltungsrates.
1953 wurde ihm dann das Große Bundesverdienstkreuz mit Stern verliehen.